# Macrozamia miquelii
Macrozamia miquelii (F.Muell.) A.DC., 1868 è una pianta appartenente alla famiglia delle Zamiaceae, endemica dell'Australia.
L'epiteto specifico miquelii è dato in onore del botanico olandese Friedrich Anton Wilhelm Miquel (1811-1871).

## Descrizione

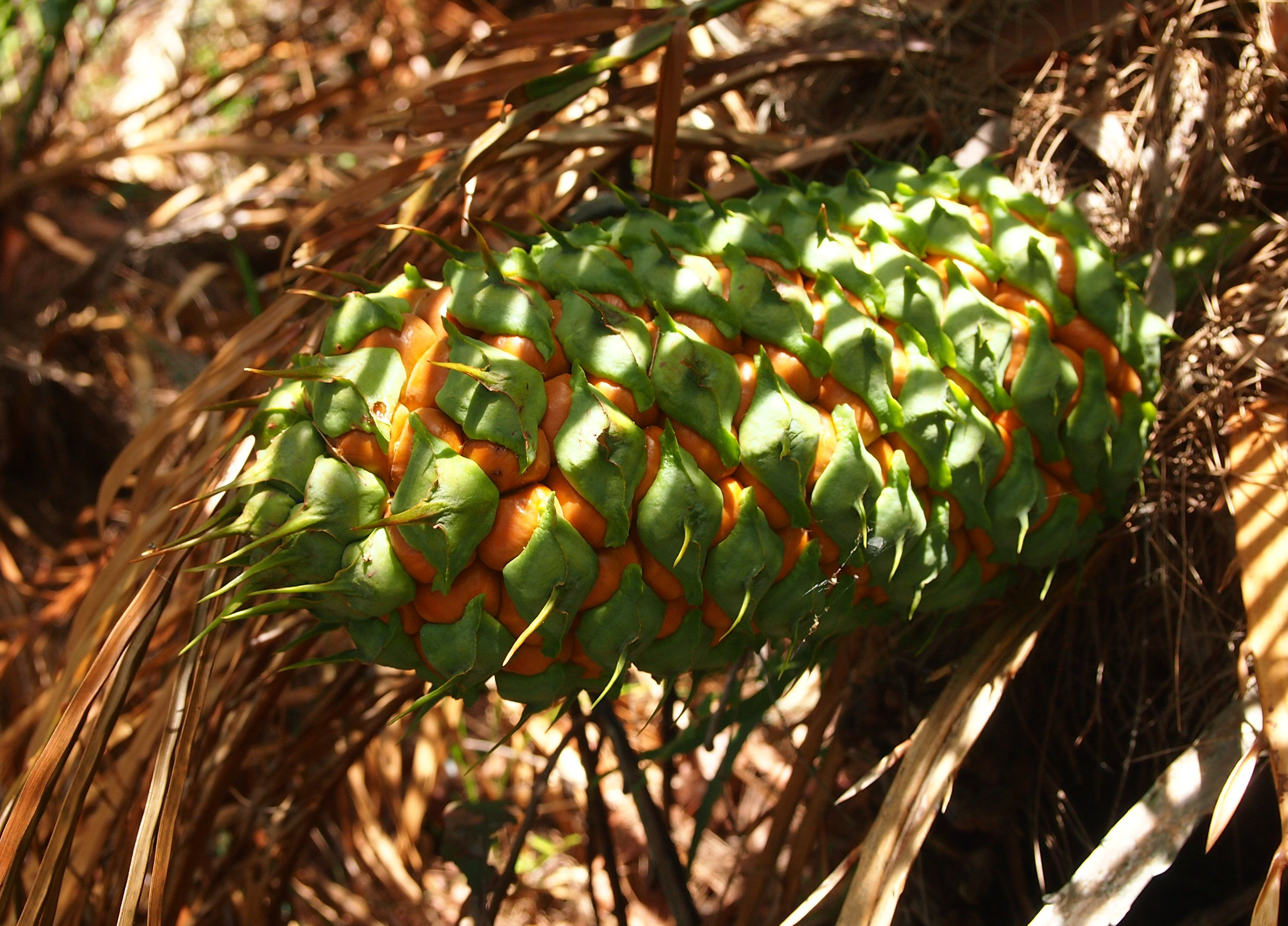
Cono femminile

È una cicade con fusto acaule, con diametro di 20-40 cm.
Le foglie, pennate, lunghe 30-80 cm, sono disposte a corona all'apice del fusto e sono rette da un picciolo lungo 20-40 cm; ogni foglia è composta da 80-160 paia di foglioline lanceolate, con margine intero, lunghe mediamente 22-38 cm, di colore verde scuro.
È una specie dioica con esemplari maschili che presentano coni terminali di forma fusoidale, lunghi 13-20 cm e larghi 4,5-5 cm ed esemplari femminili con coni di forma strettamente ovoidale lunghi 22-30 cm, e larghi 8-10 cm.
I semi sono oblunghi, lunghi 25-35 mm, ricoperti da un tegumento di colore arancione o rosso.

## Riproduzione
L'impollinazione è entomofila.

## Distribuzione e habitat
Questa pianta è endemica del Queensland sud-orientale. Vive sui pendii di foreste aperte, lungo i fiumi e ai margini di foreste pluviali.

## Conservazione
La IUCN Red List classifica M. miquelii come specie a rischio minimo (Least Concern).

La specie è inserita nella Appendice II della Convention on International Trade of Endangered Species (CITES).